# Christophe Léonard (homme politique)
Pour les articles homonymes, voir Christophe Léonard et Léonard.
Christophe Léonard, né le 31 janvier 1971 à Charleville-Mézières, est un homme politique français. Membre du Parti socialiste (PS), il est élu en 2008 conseiller général du canton de Charleville-Centre et en 2012, il devient député pour la XIVe législature de la Cinquième République française de la 2e circonscription des Ardennes.

## Biographie
Étudiant à l'Université de Valenciennes, il obtient sa maîtrise des sciences et techniques comptables et financières et après avoir obtenu un DESS Administration Locale, il devient membre du Parti socialiste au début des années 1990. Après une première expérience au sein d'un cabinet d'expertise comptabilité et d'un commissariat aux comptes, il est entre 1997 et 1999, assistant parlementaire du député Philippe Vuilque. Depuis janvier 2003, il est le Directeur Général des Services (DGS) de la ville de Fumay (Ardennes).

### Conseiller général
Il se présente une première fois aux élections cantonales de 2001 dans le canton de Charleville-Centre, il arrive en deuxième position au premier tour 28,40 % des voix exprimées derrière le sortant UDF André Marquet, face auquel il échoue, au second tour, avec 48,61 % des voix. Il se présente une nouvelle fois aux élections cantonales de 2008, dans le même canton. Arrivant en première position au premier tour avec 34,31 % (contre 31,87 % pour le candidat UMP), il est élu au second tour avec 51,79 % face à son adversaire UMP Patrick Fostier. Membre de la Commission Permanente et de la Commission de l'Administration générale et des Finances du conseil général des Ardennes, il est élu en mars 2011 Président du Groupe Socialiste et Divers Gauche.
Candidat à sa réélection en 2015, dans le nouveau canton de Charleville-Mézières-3, le binôme qu'il forme avec Anne Lambert est battu par celui de l'union de la droite, rassemblant 42,06 % des voix.

### Député
Il obtient en décembre 2011 l'investiture du Parti socialiste pour sa candidature aux élections législatives de 2012 dans la 2e circonscription des Ardennes. Arrivé en tête au premier tour avec 30,41 % des voix, il devance notamment le député sortant Philippe Vuilque, dont il était l'assistant parlementaire sous la XIe législature, et qui a été exclu en 2012 du PS pour s'être présenté en dissident divers gauche, ce dernier n'ayant obtenu que 13,56 % des suffrages exprimés. À l'issue du second tour, il est élu député pour la XIVe législature de la Cinquième République française, avec 53,63 % face au candidat UMP Boris Ravignon.
Loin du député godillot, il se montre frondeur dans ses votes à l'Assemblée, ne soutenant pas systématiquement le gouvernement bien qu'appartenant au parti majoritaire. Il s'oppose ainsi en octobre 2012 à la ratification du pacte budgétaire européen (TSCG), à la loi dite de la sécurisation de l’emploi en juin 2013, et s’abstient, avec quelques autres députés PS, sur le programme de stabilité présenté par Manuel Valls le 29 avril 2014, un plan d'économie visant à réduire le déficit de la France. Le 2 juillet 2014, il est le seul député socialiste à s'abstenir sur le vote du budget rectificatif de 2014, affirmant : « le projet de budget propose un transfert massif d’argent des ménages vers les entreprises. Le crédit d’impôt pour la compétitivité et l’emploi (CICE) devrait reposer sur un mécanisme de contreparties ». À la fin de la séance parlementaire, une journaliste de LCP lui apprend qu’il s’est différencié de l'ensemble de ses collègues au sein de son parti. Il est surpris, mais félicité dans les jours qui suivent par plusieurs de ses électeurs dans sa circonscription.
En 2016, il s'oppose au projet de « loi Travail » et à l'utilisation de l'article 49 alinéa 3 de la Constitution. Il signe la motion de censure de gauche contre le gouvernement en mai, puis une nouvelle fois en juillet, même si les deux motions ne peuvent être déposées faute de signatures suffisantes.
Il est membre de l'équipe de campagne d'Arnaud Montebourg pour la primaire citoyenne de 2017.
Candidat à un deuxième mandat de député lors des élections législatives de 2017, il est éliminé dès le premier tour en ne terminant qu'en quatrième position.